# Leucandra tuberculata
Leucandra tuberculata är en svampdjursart som beskrevs av Hozawa 1929. Leucandra tuberculata ingår i släktet Leucandra och familjen Grantiidae.
Artens utbredningsområde är havet kring Japan. Inga underarter finns listade i Catalogue of Life.